# 潘家湾镇
潘家湾镇，是中华人民共和国湖北省咸寧市嘉鱼县下辖的一个乡镇级行政单位。

## 行政区划
潘家湾镇下辖以下地区：
潘家湾社区、老官咀社区、潘家湾村、肖家洲村、四邑村、羊毛岸村、苍梧岭村、老官咀村、畈湖村、东村、三湾村、龙坎湖村和官当村。